# Остаточний діагноз (роман Артура Гейлі)
Остаточний діагноз (англ. The Final Diagnosis) — роман канадського письменника Артура Гейлі, опублікований видавництвом Doubleday у 1959 році.

## Сюжет
Дія роману відбувається у провінційному американському містечку середини ХХ сторіччя.
Кент О'Доннел — головний хірург лікарні, прагне кардинальних змін, запровадження новацій у роботі закладу. Але Джон Пірсон, керівник патологоанатомічного відділення, не бажає приймати нововведень та працює по-старому. При цьому саме його відділення неналежним чином виконує свою роботу, затримуючи надання результатів аналізів та остаточних діагнозів, необхідних для призначення правильного лікування. Внаслідок цього до керівництва лікарні надходить багато зауважень з боку інших лікарів. Але ситуація ускладнюється тим, що Пірсон користується підтримкою місцевого магната — голови опікунської ради лікарні, від якого залежить виділення коштів для її розвитку. Тому О'Доннел вимушений враховувати це у своїй діяльності.

## Відгуки
За оцінкою американського періодичного видання Kirkus Reviews, «Остаточний діагноз» — це роман, «…який легко читати та важко перестати читати».